# ヨイトマケの唄
「ヨイトマケの唄」（ヨイトマケのうた）は、美輪明宏が自ら作詞作曲した1966年のヒット曲。
発表当時は美輪の旧芸名である「丸山明宏」名義だったが、本項では美輪明宏で統一し記述する。

## 概要
美輪が幼少時に一緒に育った友人の亡き母（父や子供のために懸命に働き続けて亡くなった）を回顧する歌である。主人公の過去には幼少時、母親の職業（地均しの日雇い労働者）がきっかけでいじめを受けた悔しさ、グレそうになりながらも高校と大学を卒業し、高度経済成長期の高度な建設機械が普及した世の中で立派なエンジニアに成長した姿なども折り込まれている。
「ヨイトマケ」とは、かつて建設機械が普及していなかった時代に、地固めをする際に、重量のある岩を縄で滑車に吊るした槌を、数人がかりで引っ張り上げて落とすときのかけ声であり、美輪によれば、滑車の綱を引っ張るときの「ヨイっと巻け」のかけ声を語源とする。
この仕事は主に日雇い労働者を動員していた。そして、楽屋のない銀巴里で出演後に客席に座っていた際に、東京大学の建築工学科に通う学生と知り合いになり、家族のために働く母と、いじめでグレそうになりながらも学びを続け、立派なエンジニアにまで上り詰める子供という一連の物語の着想元になった。
作詞作曲を開始したきっかけは、興行主の手違いで行うことになった福岡県筑豊の嘉穂劇場のコンサートである。当時きらびやかな衣装でシャンソンを歌っていた美輪は、炭鉱町でのコンサートに乗り気ではなかったのだが、炭鉱労働者たちが安い賃金をつぎ込んでチケットを求め、客席を埋め尽くしている光景を見て衝撃を受け、「これだけ私の歌が聴きたいと集まってくれているのに、私にはこの人たちに歌える歌がない」と感じて、労働者を歌う楽曲を作ると決意したという。
初めて発表したのは1964年（昭和39年）、リサイタルにて歌唱。1965年（昭和40年）、NETテレビ『木島則夫モーニングショー』の「今週の歌」で発表したところ、非常に大きな反響を呼び、異例のアンコール放送となった。同性愛者であることを公にしてから低迷していた美輪が、この歌がきっかけで再び脚光を浴びることになった。白のワイシャツに黒の細身のスラックス姿で登場し、戦後の復興期の貧しい少年から、高度経済成長にエンジニアへと成長した凜々しい青年を演じた美輪の姿は、多くの視聴者の胸を打った。
シングルレコード発売は1965年7月。レーベルはキングレコード。40万枚を売り上げた。同年9月には、朝日ソノラマからソノシートも発売されている。この後も何度か再録音を行っており、発表当時と近年では歌い方や使用楽器など編曲が異なる（1975年録音盤（アルバム『白呪』収録）、2000年録音盤、2013年録音盤が存在する）。
歌詞が描く世界観と美輪のパフォーマンスによる評価を裏打ちするのは、楽曲自体が、伊藤久男『イヨマンテの夜』（1949年）、織井茂子『黒百合の歌』（1952年）に代表される、低音域のドラムを強調した古関裕而の土俗的オルタナティヴサウンドの系譜に位置することである。
歌詞の中に、マスメディアでは差別用語とされる「土方（どかた）」、「ヨイトマケ」が含まれており、発表後間もなくして、日本民間放送連盟により要注意歌謡曲に指定されて以降、原則として民放では放送されなくなる。この制度自体は1988年に効力を失ったが、最後に改訂された1983年の時点で指定されておらず、それ以前の状況は民放連側の記録がなく不明。しかしながら失効後もしばらくの間この制度の影響を受け続けることになる。1985年には、『夏祭りにっぽんの歌』（テレビ東京）で歌唱している。1990年には美輪が『ぴりっとタケロー』（TBS）に出演する際にこの歌を披露する予定だったが、放送局のTBSから歌のカットを求められた。出演依頼があった際、美輪は歌なしの出演を希望したが、制作会社の強い希望で本曲を歌うことになった。ところが、放送日2日前に突然「歌はやめてほしい」という申し出を受ける。一方的に二転三転する申し出に美輪は憤慨し、出演自体を取りやめた。このことがきっかけで美輪はNHK（後述）以外のテレビで最近まで歌うことを避けていた。
1998年に村上“ポンタ”秀一のアルバム『Welcome To My Life』に収録され、泉谷しげるが歌ったカバーバージョンが『ニュースJAPAN』（フジテレビ）で流れたことで久々に民放の電波に乗り、さらに2000年には桑田佳祐が自身の番組『桑田佳祐の音楽寅さん 〜MUSIC TIGER〜』（フジテレビ）でこの曲を歌ったことにより大きな反響を得る。この際、テロップで「この唄は、俗に放送禁止用語と呼称される実体のない呪縛により長い間、封印されてきた。今回のチョイスは桑田佳祐自身によるものであり、このテイクはテレビ業界初の試みである」との説明が付されていたが、以降多くの歌手がテレビでも歌うきっかけとなった。
一方、NHKでは発表当時から一貫して放送自粛の措置はとられておらず、美輪本人による歌唱はもとより、さまざまな歌手によるカバーも放送されていた。デビュー60年を迎えた2012年には美輪が『第63回NHK紅白歌合戦』に初出場、本曲をほぼフルコーラスで披露した（楽曲はやや短くアレンジされた）。発売から半世紀も経っていたが、SNS上でも若年層を中心に大きな反響を呼んだ。美輪本人は「この歌がヒットした50年前にも紅白出演のオファーがあったが、歌唱時間の問題で辞退した」と回想している。当時の紅白では歌手1人につき3分以内という時間制限が設けられており、6分近くあるこの歌も大幅に歌詞を省略して歌うことをNHKから求められたが、美輪は“歌詞の省略はできない”と頑なに主張し、当時のオファーを辞退せざるを得なかったという。

## メディア
- 1994年、『桑田佳祐LIVE TOUR '94“さのさのさ”』で、桑田佳祐が歌唱した。この音源はビデオ/DVD『すべての歌に懺悔しな!! -桑田佳祐 LIVE TOUR '94-』（1994年）に収録されている。
- 2000年10月13日、フジテレビ『桑田佳祐の音楽寅さん 〜MUSIC TIGER〜』で、桑田佳祐が歌唱した。
- 2000年11月30日〜12月2日、Act Against AIDSコンサート '00「桑田佳祐が選ぶ20世紀ベストソング」で、桑田佳祐が歌唱した。この音源はベストアルバム『TOP OF THE POPS』（2002年）に収録されている。
- 2000年12月26日、NHK『そして歌は誕生した（第11集）』で、美輪明宏本人が出演して誕生秘話を語るとともにフルコーラス歌唱した。
- 2005年10月7日、TBS『筑紫哲也 NEWS23』のエンディングで、槇原敬之がスタジオライブで歌唱した。放送日前の9月28日に発売されたアルバム『Listen To The Music 2』に収録されている。
- 2005年11月5日、公開の映画『TAKESHIS'』で、美輪明宏による歌唱があった。ライブハウスのシーンだが、途中から曲調がおかしくなり最後にはラップになっている。
- 2006年2月2日、TBS『うたばん』400回記念スペシャル内で米良美一がフルコーラス歌唱した。
- 2006年3月3日、フジテレビ『僕らの音楽2』で、槇原敬之が番組のラストナンバーとしてフルコーラス歌唱した。なお、このとき槇原・美輪明宏の対談も実現した。
- 2006年3月19日、テレビ朝日『グレートマザー物語』第222回で、米良美一が1・2番のみ歌唱した部分を放送。
- 2006年4月14日、テレビ東京『たけしの誰でもピカソ』の祝400回記念SPで、美輪明宏が誕生秘話を語るとともに、本人によるフルコーラスが実現した。ラストに美輪はカメラに背を向け両手で拳を握り、高く両手を挙げて強い母親と、成長した息子を表現した。
- 2007年1月15日、日本テレビ『極上の月夜』で、美輪明宏がノーカットでフルコーラスを歌唱した。この放送では、槇原敬之による弾き語り（一部）や、泉谷しげる、大竹しのぶ、桑田佳祐、米良美一によるカバーや、映画『TAKESHIS'』で美輪による歌唱があることも紹介された。
- 2007年2月16日、フジテレビ『Dのゲキジョー』で、米良美一がフルコーラス歌唱した。
- 2007年4月14日、日本テレビ『ジェネジャン大激論』で、米良美一がフルコーラス歌唱した。
- 2007年8月19日、日本テレビ『24時間テレビ』で米良美一がフルコーラス歌唱した。
- 2007年8月25日、8月26日、NHK『BS日本のうた』で、島津亜矢がフルコーラス歌唱した。
- 2008年5月31日、6月1日、NHK『BS日本のうた』で、島津亜矢がフルコーラス歌唱した。
- 2008年10月18日、NHK『SONGS』で、美輪がフルコーラス歌唱した。
- 2010年12月25日、渋谷クアトロにて行ったライブで、遠藤正明がフルコーラスで歌唱し、それがニコニコ動画で生中継された。
- 2012年1月22日、MBS・TBS『EXILE魂』で、美輪がフルコーラス歌唱した。
- 2012年8月23日、TBS『ゴロウ・デラックスSP』で、美輪がフルコーラスを歌唱した。
- 2012年12月31日、『第63回NHK紅白歌合戦』で美輪がフルコーラスで歌唱[9]。
- 2013年1月25日、TBS『中居正広のキンスマスペシャル』で、美輪がフルコーラス歌唱した。
- 2013年3月9日、NHK『震災から2年 "明日へ"コンサート』で、美輪がフルコーラスで歌唱した。
- 2015年12月31日、『第66回NHK紅白歌合戦』で美輪がフルコーラスで歌唱した。

## カバー
坂本九、なぎら健壱、新井英一、桑田佳祐、Breath Mark、泉谷しげる、酒井俊、米良美一、新結成時のザ・フォーク・クルセダーズ、大竹しのぶ、大西ユカリと新世界、ガガガSP、槇原敬之などによりカバーがなされている。特に米良は母が米良の治療費を稼ぐ為に工事現場で働いていた事からテレビでの美輪の歌唱を聞き主人公と自分が重なると思い、持ち歌にしたエピソードを持つ。
演歌系では中村美律子がリサイタルで歌った。また、2007年8月28日にはアニメソング歌手の遠藤正明が自身のライブで披露した。在日コリアン歌手の趙博は、朝鮮なまりでこの歌をカバーしている。美輪と同じ長崎県出身であるタレント・漫画家の蛭子能収もイベント等でよく歌っている。
収録作品
- 高石友也『高石友也ファースト・コンサート　関西フォークの出発』（1978年）
- 新井英一『オールドファッション・ラヴソング』（1997年）
- 村上秀一『Welcome To My Life』（ボーカル：泉谷しげる、1998年）
- なぎら健壱『日輪 HINAWA』（2000年）
- 桑田佳祐『TOP OF THE POPS』（2001年）
- Breath Mark『バリケード/ヨイトマケの唄』（2001年）
- ザ・フォーク・クルセダーズ『戦争と平和』（2002年）
- 酒井俊『夢の名前』（2003年）
- 大西ユカリと新世界『昭和残唱』（2005年）
- 槇原敬之『Listen To The Music 2』（2005年）
- 坂本九『ベスト坂本九99』（2007年）　※1968年の未発表ライブ音源
- ガガガSP『声に出すと赤っ恥』（2008年）
- 大竹しのぶ『あいのうた —フランチェスカ！—』（2009年）
- 米良美一『名曲集 Vol.1』（2012年）
- ダイアモンド☆ユカイ『RESPECT II』（2013年）
- 佐々木秀実『美しき愛のうた』（2014年）
- everymen『ヨイトマケの唄 (cover ver.)』(2018年)
- 氷川きよし『新・演歌名曲コレクション8 -冬のペガサス-勝負の花道〜オーケストラ』（2018年）

## ふるさとの空の下で
B面に収録されている曲で、美輪が体験した長崎市への原子爆弾投下を扱った曲である。「ふるさとの空の下に」という表記も存在する。
2013年12月31日、『第64回NHK紅白歌合戦』で歌唱した。

## 放送などの逸話
- 母に捧げるバラード - 歌詞の一部はヨイトマケの唄を模倣して作成[要出典]された。美輪いわく、武田鉄矢自身がのちに謝罪に来たという[10]。
- 世界の料理ショー - 「パンプキンパイ～マイアミ風～」の回でグラハム・カーがヨイトマケの唄の一節を歌う場面がある[注釈 3]。
- シャボン玉ホリデー - 1964年4月19日放送の「コーラスばんざいピーナッツ」（第151回）で、ロシア風の合唱団が「ヴォルガの舟歌」を歌っていると、印半纏を着た植木等が現れてヨイトマケの唄を歌うという、「お呼びでない」コントがあった（ここで取り上げられている「ヨイトマケの唄」は同題の美輪明宏の歌曲ではなく、労働歌としての「ヨイトマケの唄」の方である。このコントでは合唱団が「エイ、コーラ」と「ヴォルガの舟歌」を歌っていると、植木等が「おかちゃんのためなら」と音頭取りをし、それにつられて合唱団が「エンヤ、コーラ」と歌ってしまうというギャグであって、この項で取り上げられている曲と直接の関係はない）[注釈 4]。
- 星のカービィ (アニメ) - 第32話「歯なしにならないハナシ」でこの歌のパロディーが登場する。
- 笑点 - レギュラー大喜利で林家たい平が「ヨイトマケ流」に回答。